# Trubýš pochybný
Trubýš pochybný (Praya dubia) je žahavec žijící v mořských hlubinách, v hloubce od 700 do 1000 metrů. Dosahuje délky 40–50 metrů, takže je v současnosti nejdelším živočichem na Zemi; dokonce delším než plejtvák obrovský, což je nejtěžší žijící živočich. Dokonce i největší sauropodní dinosauři nedosahovali podle potvrzených údajů takovýchto délek, údaje ohledně obřích rodů jako Amphicoelias nejsou věrohodné. K lákání kořisti trubýš využívá bioluminiscence a má smrtící žahavé buňky. Každý živočich je ve skutečnosti kolonií úzce specializovaných jedinců, zabezpečujících pohyb, vznášení, lov potravy, apod. Trubýš má hydroskelet: jeho tělo je naplněno vodou, která mu umožňuje vzdorovat tlaku okolního prostředí.